# NBA Academy
La NBA Academy es una iniciativa de desarrollo de baloncesto creada por la National Basketball Association (NBA) que forma a los mejores prospectos internacionales de instituto. El programa actualmente incluye academias en Australia (conocida como la NBA Global Academy), México (conocida como la NBA Academy Latin America) y Senegal (conocida como la NBA Academy Africa) para los mejores prospectos de sus respectivos países y continentes.
El programa ofrece desarrollo de jugadores, además de educación, alojamiento y asesoramiento.

## Historia

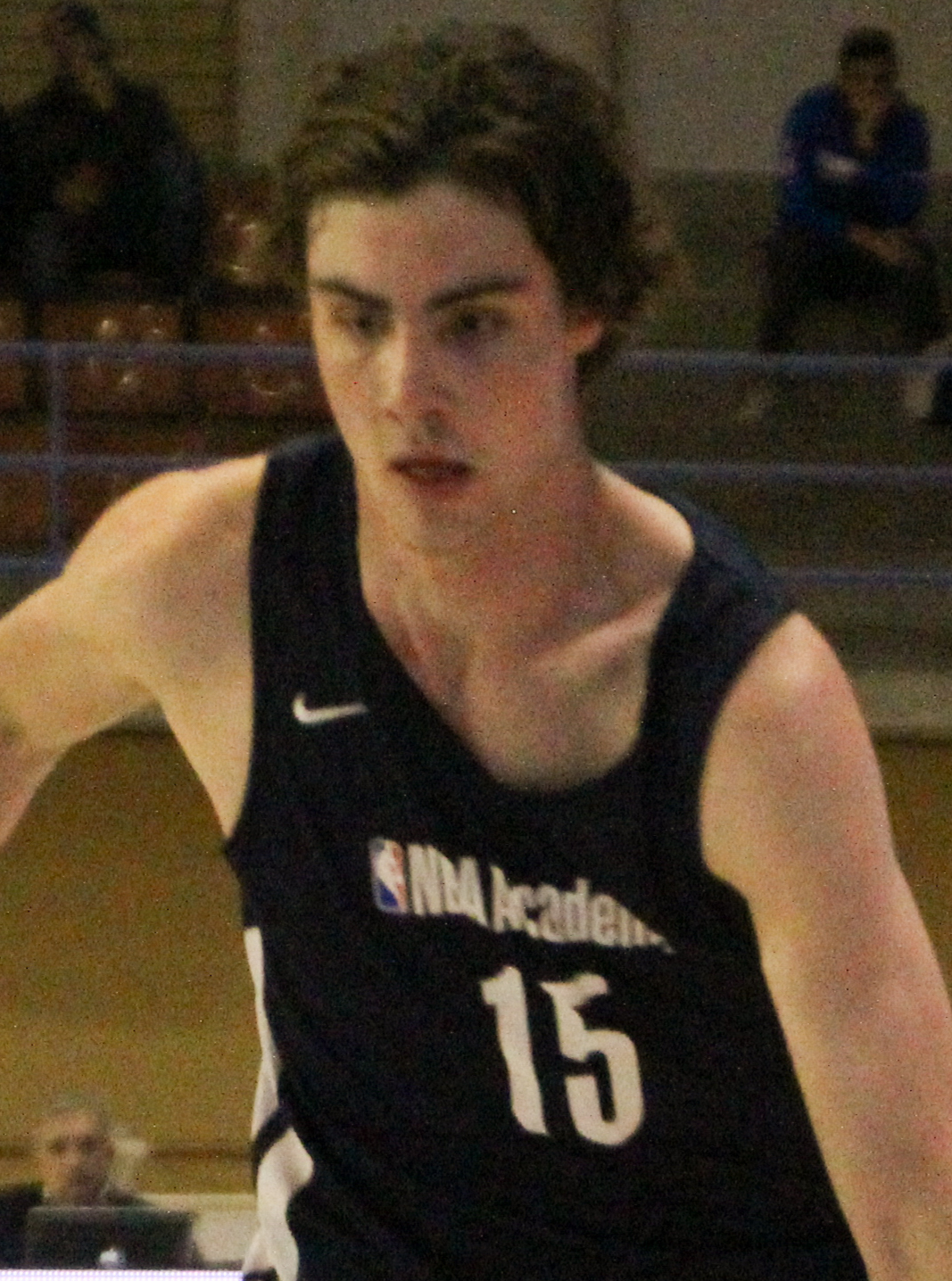
Josh Giddey, primer jugador de la NBA Academy en ser elegido en un draft de la NBA.

La NBA Academy se fundó en 2016 para ofrecer un programa integral de desarrollo para jóvenes atletas de élite en sus regiones de origen. Las academias de la NBA reclutan talento a través de sus programas Jr. NBA, presentes en más de 75 países.
La NBA comenzó ese mismo año asociándose con tres campamentos gubernamentales en China para ayudar a desarrollar jóvenes jugadores chinos para el baloncesto profesional. En 2017, la liga inauguró las primeras academias en India, Australia y África. En 2018, la NBA abrió una academia en México. También se abrió una sede en Xinjiang, China, pero cerró en junio de 2019 debido a múltiples controversias.  La academia en India cerró sus operaciones en 2024.
Tras su paso por la academia muchos jugadores se han comprometido con universidades de la División I de la NCAA. Y el primer jugador en ser elegido en un draft de la NBA que había pasado por la academia fue el australiano Josh Giddey (sexta elección en 2021).

## Academias

### Actuales
| Nombre                        | Desde | Localización            | Ref.   |
| ----------------------------- | ----- | ----------------------- | ------ |
| The NBA Global Academy        | 2017  | Canberra, Australia     | [ 9 ]  |
| The NBA Academy Africa        | 2017  | Saly, Senegal           | [ 10 ] |
| The NBA Academy Latin America | 2018  | San Luis Potosí, México | [ 11 ] |

### Cerradas
| Nombre                   | Periodo   | Localización    |        |
| ------------------------ | --------- | --------------- | ------ |
| The NBA Academy Zhejiang | 2016-2019 | Hangzhou, China | [ 12 ] |
| The NBA Academy India    | 2017-2024 | Noida, India    | [ 13 ] |